# A.C. Monza
Associazione Calcio Monza talijanski je nogometni klub iz Monze. Trenutačno se natječe u Serie B.

## Klupski uspjesi

### Ligaški
- Serie C
  - Prvak (4): 1950./51., 1966./67., 1975./76., 2019./20.
- Seconda Divisione
  - Prvak (1): 1926./27.
- Serie D
  - Prvak (1): 2016./17.

### Kupski
- Coppa Italia Serie C
  - Osvajač (4): 1973./74., 1974./75., 1987./88., 1990./91.
- Scudetto Serie D
  - Osvajač (1): 2016./17.

## Vanjske poveznice
- Službena web-stranica